# Daniel Grueso
Daniel Alfonso Grueso Barco, né le 30 juillet 1985 à Tuluá, est un athlète colombien, spécialiste du sprint et du 400 m.
Il est étudiant à Ponce.

## Biographie
Il est champion d'Amérique du Sud en 2011 sur 200 mètres avec un temps de 20 s 90.

### Palmarès
| Date | Compétition                    | Lieu                 | Résultat | Épreuve   | Performance |
| ---- | ------------------------------ | -------------------- | -------- | --------- | ----------- |
| 2004 | Championnats du monde juniors  | Cali                 | 8e       | 200 m     | 21 s 45     |
| 2005 | Championnats d'Amérique du Sud | Cali                 | 2e       | 4 × 100 m | 39 s 85     |
| 2006 | Championnats ibéro-américains  | Ponce                | 7e       | 100 m     | 10 s 61     |
| 2006 | Championnats d'Amérique du Sud | Tunja                | 1er      | 100 m     | 10 s 55     |
| 2006 | Championnats d'Amérique du Sud | Tunja                | 2e       | 200 m     | 20 s 99     |
| 2007 | Championnats d'Amérique du Sud | São Paulo            | 3e       | 200 m     | 20 s 66     |
| 2007 | Championnats d'Amérique du Sud | São Paulo            | 2e       | 4 × 100 m | 39 s 80     |
| 2009 | Championnats d'Amérique du Sud | Lima                 | 2e       | 100 m     | 10 s 39     |
| 2009 | Championnats d'Amérique du Sud | Lima                 | 1er      | 4 × 100 m | 39 s 41     |
| 2010 | Championnats ibéro-américains  | San Fernando         | 3e       | 100 m     | 10 s 39     |
| 2010 | Championnats ibéro-américains  | San Fernando         | 3e       | 4 × 100 m | 39 s 76     |
| 2011 | Championnats d'Amérique du Sud | Buenos Aires         | 1er      | 200 m     | 20 s 90     |
| 2011 | Championnats d'Amérique du Sud | Buenos Aires         | 2e       | 4 × 100 m | 39 s 88     |
| 2013 | Championnats d'Amérique du Sud | Carthagène des Indes | 2e       | 4 × 100 m | 39 s 76     |
| 2014 | Jeux sud-américains            | Santiago             | 3e       | 4 × 100 m | 40 s 26     |

### Records
Ses meilleurs résultats sont :
- 100 m :	10 s 17	+1,80	Cali 25/11/2008, record de Colombie
- 200 m :	20 s 49 -0,1 Mayagüez 	17/04/2010
- 400 m :	46 s 09		Ponce (Porto Rico)	29/03/2008

Il détient le record de Colombie du relais 4 × 100 m en 39 s 20 à Mayagüez (5e) le 29 juillet 2010 (Isidro Montoya, Álvaro Gómez, Luis Carlos Núñez, Daniel Grueso).